# Gaertnera inflexa
Gaertnera inflexa är en måreväxtart som beskrevs av Henri Ernest Baillon. Gaertnera inflexa ingår i släktet Gaertnera och familjen måreväxter. Inga underarter finns listade i Catalogue of Life.